# Temporada do Club Universitario de Deportes de 2010
O Club Universitario de Deportes em 2010, participou de duas competições: Campeonato Peruano e Copa Libertadores.

## Competições

### Campeonato Peruano
O Torneio Descentralizado da Primeira Divisão Peruana de Futebol Profissional 2010 foi a 94ª edição da Liga Peruana.

#### Classificação Geral
O Universitario terminou na 4ª colocação e conseguiu a classificação para a Copa Sul-Americana de 2011. 
| Classificação | Classificação             | Classificação | Classificação | Classificação | Classificação | Classificação | Classificação | Classificação | Classificação |
| Pos           | Time                      | PG            | J             | V             | E             | D             | GP            | GS            | SG            |
| ------------- | ------------------------- | ------------- | ------------- | ------------- | ------------- | ------------- | ------------- | ------------- | ------------- |
| 4             | Universitario de Deportes | 72            | 44            | 21            | 11            | 12            | 55            | 31            | +24           |

### Copa Libertadores
A Copa Libertadores 2010 foi a quinquagésima primeira edição do mais importante torneio de clubes da América do Sul, organizado pela Confederação Sul-Americana de Futebol. O Universitario de Deportes ficou no grupo 4, onde terminou na segunda posição com 10 pontos. Nas oitavas de final, foi eliminado pelo São Paulo.

#### Fase de grupos
| Classificação - Grupo 4 | Classificação - Grupo 4   | Classificação - Grupo 4 | Classificação - Grupo 4 | Classificação - Grupo 4 | Classificação - Grupo 4 | Classificação - Grupo 4 | Classificação - Grupo 4 | Classificação - Grupo 4 | Classificação - Grupo 4 |
| Pos                     | Time                      | PG                      | J                       | V                       | E                       | D                       | GP                      | GS                      | SG                      |
| ----------------------- | ------------------------- | ----------------------- | ----------------------- | ----------------------- | ----------------------- | ----------------------- | ----------------------- | ----------------------- | ----------------------- |
| 2                       | Universitario de Deportes | 10                      | 6                       | 2                       | 4                       | 0                       | 5                       | 2                       | +3                      |

| 11 de fevereiro | Blooming  | 1 – 2     | Universitario               |  |  |
| 21:30 (UTC-4)   | Gómez 88' | Relatório | Orejuela 52' · Espinoza 80' |  |  |

| 17 de fevereiro | Universitario           | 2 – 0     | Lanús |  |  |
| 21:30 (UTC-5)   | Alva 17' · Labarthe 88' | Relatório |       |  |  |

| 25 de fevereiro | Universitario | 0 – 0     | Libertad |  |  |
| 21:20 (UTC-5)   |               | Relatório |          |  |  |

| 23 de março   | Libertad  | 1 – 1     | Universitario |  |  |
| 21:45 (UTC-3) | Ayala 57' | Relatório | Ramírez 88'   |  |  |

| 6 de abril    | Universitario | 0 – 0     | Blooming |  |  |
| 20:30 (UTC-5) |               | Relatório |          |  |  |

| 15 de abril   | Lanús | 0 – 0     | Universitario |  |  |
| 19:30 (UTC-3) |       | Relatório |               |  |  |

#### Oitavas de final
| 28 de abril   | Universitario | 0 – 0     | São Paulo |  |  |
| 17:30 (UTC-5) |               | Relatório |           |  |  |

| 4 de maio     | São Paulo | 0 – 0     | Universitario |  |  |
| 19:30 (UTC-3) |           | Relatório |               |  |  |

|                                                    |       | Penalidades                  |  |
| Rogério Ceni Hernanes Marcelinho Paraíba Dagoberto | 3 – 1 | Ramírez Alva Galván Labarthe |  |